# Nylen-Gletscher
Der Nylen-Gletscher ist ein schmaler Gletscher im ostantarktischen Viktorialand. In der Asgard Range fließt er zwischen dem Schlatter- und dem Fountain-Gletscher in südlicher Richtung in das Pearse Valley.
Das Advisory Committee on Antarctic Names benannte ihn 2004 nach dem Geologen Thomas H. Nylen von der Portland State University, der im Rahmen des United States Antarctic Program an den Untersuchungen zur Massenbilanz des Gletschereises in den Antarktischen Trockentälern zwischen 1993 und 2003 beteiligt war.